# 沃尔多·托布勒

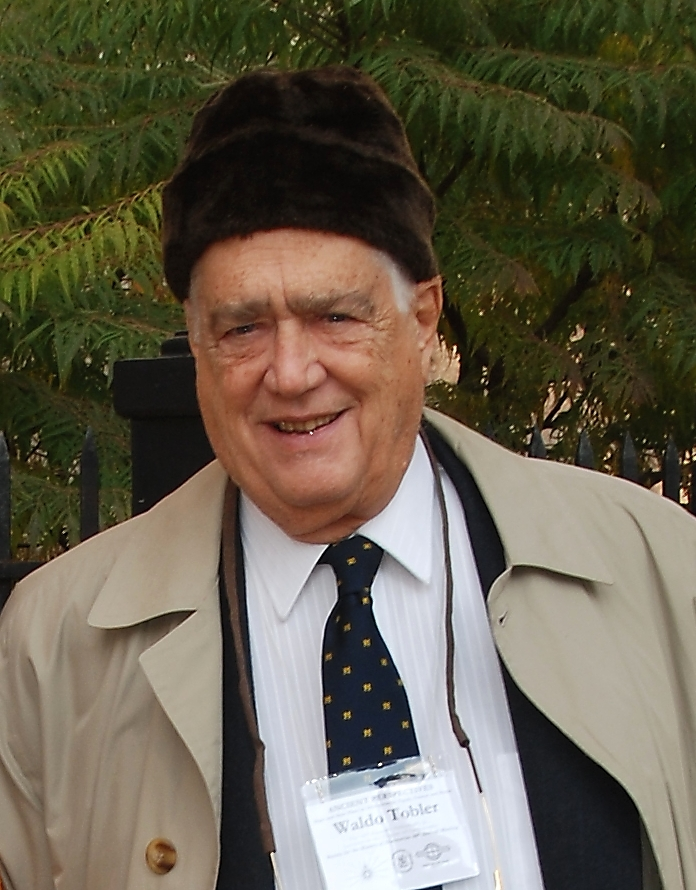
沃尔多·托布勒在芝加哥纽伯里图书馆前。摄于2007年11月

沃尔多·鲁道夫·托布勒（英語：Waldo Rudolph Tobler，1930年11月16日—2018年2月20日）是美国-瑞士地理學家和制图师。托布勒的“一切事物都与其他事物相关，但近处的事物比远处的事物更相关”的观点被尊为“地理学第一定律”。他还提出了地理学第二定律：“兴趣区域外部的现象会影响内部发生的事情”。托布勒是加利福尼亞大學聖巴巴拉分校地理系的活跃的名誉教授，直至去世。

## 学术背景
1961年，托布勒在西雅图华盛顿大学地理系获得博士学位。在华盛顿，他参与了1950年代后期由威廉·加里森主导的地理学计量革命。1961年毕业后，托布勒成为密西根大学的助理教授，直到1977年搬到加州大学圣巴巴拉分校。 在退休之前，他一直担任加州大学圣巴巴拉分校的地理学教授和统计学教授。1988年，瑞士苏黎世大学授予他荣誉博士学位。